# Gitte Hähner-Springmühl
Gitte Hähner-Springmühl (* 9. Oktober 1951 als Brigitte Springmühl in Zwickau)  ist eine deutsche Malerin, Grafikerin und Musikerin, die ab den 1980er Jahren zur unabhängigen Kunstszene der DDR in Chemnitz (Karl-Marx-Stadt) gehörte.

## Leben
Brigitte Springmühl, auch Gitte Springmühl, später bekannt als Gitte Hähner-Springmühl hatte zunächst sechs Jahre Konzertgitarre an dem Robert-Schumann-Konservatorium Zwickau studiert, bevor sie 1971 nach Karl-Marx-Stadt, heute Chemnitz, umzog. 1973 heiratete sie den Künstler Klaus Hähner-Springmühl, der die junge Kunstszene in Karl-Marx-Stadt stark beeinflusste. Sie hatte in Leipzig ein Studium der Literatur und des Bibliothekswesens aufgenommen, übte danach aber verschiedene Tätigkeiten aus.
Ab etwa 1978 gab es autodidaktisch erste Zeichnungen und Bilder zur Literatur, z. B. zu dem schizophrenen Lyriker Ernst Herbeck. Obwohl bereits 1979 wieder geschieden, arbeitete sie mit Klaus Hähner-Springmühl an Aktionen, Performances und freier Improvisationsmusik, darunter in der Formation Kartoffelschälmaschine. Dies spielte sich vor Ort in den Privatateliers (Hinterhof Richterstraße 9) und den wenigen Wohnungsgalerien wie Galerie Oben oder der EIGEN+ART (Gerd Harry Lybke) ab. Die alternative Kunstszene stand unter Beobachtung von Informellen Mitarbeitern, auch aus der Szene selbst, des Ministeriums für Staatssicherheit, so auch Gitte Hähner-Springmühl.
1989 legte sie das in 31 Exemplaren erschienene Künstlerbuch Obdachlosen-Zone 1 mit Texten und 17 z. T. handcolorierten Serigrafien vor.

## Ausstellungen und Projekte
Eine erste Einzelausstellung hatte sie ab 1988 in der Galerie Hermannstrasse in Chemnitz, weitere in Privatgalerien folgten. In Westdeutschland war man auf die Kunstszene in Chemnitz aufmerksam geworden, so konnten ihre Werke in der Ausstellung Neuerdings Chemnitz 1990 in München gezeigt werden. 1991 bis 1993 arbeitete sie intensiv an dem Thema „Unterflug – Überflug“, gleichzeitig der Titel einer Ausstellung 1995 im Städtischen Museum Zwickau und der Galerie Oben in Chemnitz. 1999 und 2000 realisierte sie die Land-Art-Projekte „Seh-Zeichen I + II“ bei der ART Galerie Scheel, Morsum (Sylt).
2003 gründete sie die private Kunst- und Musikschule refugia in Chemnitz. Ihre letzte größere Gruppenausstellung war 2005 das auf Sylt veranstaltete „Kunstbad Keitum“.